# ワンドゥギ
『ワンドゥギ』（原題：완득이）は、2011年公開の韓国映画。キム・リョリョンの同名のベストセラー小説を原作に映画化された作品。タイトルのワンドゥギは主人公ワンドゥクの呼び名。

## ストーリー
障がいにより背が小さい父親と父親を慕う叔父と三人で暮らす高校生ワンドゥク（ユ・アイン）は、家が貧しく勉強が出来ない問題児だが、ケンカだけは誰にも負けない青年。隣に住む担任教師のドンジュ（キム・ユンソク）は口うるさくワンドゥクを罵り、「クソドンジュ」と呼ばれていた。そんなドンジュを疎ましく思っていたワンドゥクだが、ドンジュから存在さえ知らなかった母親のことを知らされる。

## キャスト
- ト・ワンドゥク：ユ・アイン（阪口周平）
- イ・ドンジュ（教師）：キム・ユンソク（入江崇史）
- ト・ジョンボク（ワンドゥクの父）：パク・スヨン（浦山迅）
- イ・スッキ（ワンドゥクの母）：イ・ジャスミン（原島梢）
- ナム・ミング（ワンドゥクの叔父）：キム・ヨンジェ（内田岳志）
- 2階の男：キム・サンホ（浅見小四郎）
- イ・ホジョン（小説家）：パク・ヒョジュ（竹田まどか）
- チョン・ユナ：カン・ビョル（Lynn）
- 館長：アン・ギルガン（斉藤次郎）
- ハッサン：スディープ・バナージー（江藤博樹）
- ヒョクチュ：キム・ドン・ヨン（益山武明）
- ジュノ：イ・ヨンソク（佐藤亮太）
- ワンドゥク(子供時代)：ソン・ユビン（藏合紗恵子）
- ミンス（江藤博樹）
- ジョンヒョン（佐藤亮太）
- ドジン（土屋大輔）
- 美術教師女（岡田恵）

## 受賞歴
- 第21回釜日映画賞：最優秀監督賞（イ・ハン）
- 第3回今年の映画賞：主演男優賞（キム・ユンソク）
- 第3回今年の映画賞：発見賞（ユ・アイン）